# پروتئین لوسمی پرومیلوسیتیک
پروتئین لوسمی پرومیلوسیتیک (انگلیسی: Promyelocytic leukemia protein) یا به اختصار PML، که با نام «TRIM19» هم شناخته می‌شود، یک پروتئین است که در انسان توسط ژن «PML» کُدگذاری می‌شود.
این پروتئین، یک مولکول سرکوب‌کنندهٔ تومور است که جهت ساخت «اجسام هسته‌ای پی‌ام‌ال» (PML-NBs) در لابلای کروماتین ضروری است. این اجسام هسته‌ای در هر ۱ از ۳۰ سلول پستانداران یافت می‌شوند و اثرات تنظیمی بر روی برخی کارکردهای سلولی از جمله آپوپتوز، ثبات ژنی، اثرات ضدویروسی و تقسیم سلولی دارد. جهش در ژن سازندهٔ این پروتئین، در بروز برخی انواع سرطان نقش دارد.

## عملکرد و اهمیت بالینی
این پروتئین در بازسازی دی‌ان‌ای و نظارت بر نقاط وارسی چرخهٔ سلولی نقش دارد. علاوه بر آن، این مولکول در آپوپتوز وابسته و غیر وابسته به پروتئین پی۵۳ نقش مهمی ایفا می‌کند. همچنین آپوپتوز القاشده توسط گیرنده فاس، به این پروتئین وابسته است که در نهایت موجب فعال شدن کاسپاز ۸ می‌شود.
پژوهش‌های دیگری نشان داده‌اند که PML-NBs در فرایند پیری سلول دخیل است و آنرا القا می‌کند.
اینترفرون‌های آلفا، بتا و گاما میزان تولید پروتئین PML-NBs را افزایش می‌دهند و این مولکول، در تجمع پروتئین‌های ویروس‌ها تداخل ایجاد می‌کند و موجب غیرفعال‌شدن دائمی ویروس می‌شود.
از دست رفتن عملکرد این پروتئین، به‌ویژه اگر در اثرِ پیوند ژن PML با ژن RARα باشد، موجب تکثیر سلول و زنده ماندن سلول‌های بدخیم در سرطان خون نوع «لوسمی پرومیلوسیتیک حاد» می‌شود.

## برای مطالعهٔ بیشتر
- Zhong S, Salomoni P, Pandolfi PP (May 2000). "The transcriptional role of PML and the nuclear body". Nature Cell Biology. 2 (5): E85–90. doi:10.1038/35010583. PMID 10806494.
- Jensen K, Shiels C, Freemont PS (October 2001). "PML protein isoforms and the RBCC/TRIM motif". Oncogene. 20 (49): 7223–33. doi:10.1038/sj.onc.1204765. PMID 11704850.
- Pearson M, Pelicci PG (October 2001). "PML interaction with p53 and its role in apoptosis and replicative senescence". Oncogene. 20 (49): 7250–6. doi:10.1038/sj.onc.1204856. PMID 11704853.
- Salomoni P, Pandolfi PP (January 2002). "The role of PML in tumor suppression". Cell. 108 (2): 165–70. doi:10.1016/S0092-8674(02)00626-8. PMID 11832207.
- Combes R, Balls M, Bansil L, Barratt M, Bell D, Botham P, Broadhead C, Clothier R, George E, Fentem J, Jackson M, Indans I, Loizu G, Navaratnam V, Pentreath V, Phillips B, Stemplewski H, Stewart J (2002). "An assessment of progress in the use of alternatives in toxicity testing since the publication of the report of the second FRAME Toxicity Committee (1991)". Alternatives to Laboratory Animals. 30 (4): 365–406. doi:10.1177/026119290203000403. PMID 12234245.
- Bernardi R, Pandolfi PP (December 2003). "Role of PML and the PML-nuclear body in the control of programmed cell death". Oncogene. 22 (56): 9048–57. doi:10.1038/sj.onc.1207106. PMID 14663483.
- Beez S, Demmer P, Puccetti E (2012). "Targeting the acute promyelocytic leukemia-associated fusion proteins PML/RARα and PLZF/RARα with interfering peptides". PLOS ONE. 7 (11): e48636. doi:10.1371/journal.pone.0048636. PMC 3494703. PMID 23152790.